# Guddadarangavvanahalli, Chitradurga
Guddadarangavvanahalli là một làng thuộc tehsil Chitradurga, huyện Chitradurga, bang Karnataka, Ấn Độ.